# Meldorf
Meldorf er en by i det nordlige Tyskland, beliggende i Sydditmarsken i delstaten Slesvig-Holsten. Byen ligger på grænsen af marsken og gesten.

## Historie
Talrige arkæologiske fund fra tidlig vikingetid er gjort i området, herunder den kendte Meldorf-fibula fundet i 1979, et spænde med fire bogstaver fra det 1. århundrede med uklar betydning. Fibulaen stammer formentlig fra en kvindes brandgrav.
I 1076 omtaler Adam af Bremen, at hovedkirken i Ditmarsken lå i Meldorf. Stedet fik stadsret i 1265 og fungerede i lang tid som hovedstad i den selvstændige bonderepublik allieret med Hansaforbundet. 13. februar 1500 blev byen stormet af kong Hans. Året forinden havde han i landdagen i Rendsburg forlangt, at ditmarskerne skulle indgå i hans kongedømme og skatte 15.000 Mark årligt. Meldorf faldt nærmest uden kamp, idet alle, der ellers kunne, var flygtet og trak sig tilbage bagved en gammel skanse, på plattysk kaldet Dusenddüwelswarf (højtysk: Tausendteufelswall = tusinddjævlemuren) ved Hemmingstedt. Denne skanse spærrede i første omgang vejen for den fremrykkende hær. De 130, som var for syge eller gamle til at slå følge, blev dræbt af kong Hans' lejesoldater, kendt som "den sorte garde". Fire tusind af dem bragte han med, og de slog sig til i Meldorf. Frem til reformationen blev der afholdt årlige sjælemesser for de 130 civile dræbt i massakren.
Kong Hans' hær blev slået af en langt mindre bondehær i slaget ved Hemmingstedt samme år. Det forlød, at den oprindelige dannebrogsfane fra slaget ved Lyndanisse i 1219 blev erobret af ditmarskerne i slaget og derefter ophængt i Meldorf kirke, alternativt i kirken i Wöhrden; men ingen har nogen formening om, hvor den senere er blevet af. I 1559 blev republikken overvundet af Danmark og Holsten, og Meldorf tabte sin status som hovedstad. Hovedstaden blev flyttet til Heide. I 1598 tabte Meldorf desuden sin stadsret, men fik denne tilbage i 1870.
I katolsk tid lå der et dominikanerkloster i Meldorf. Klostret kom senere i brug som skole.
Frem til 1970 var byen administrationscenter i Syd-Ditmarsken kreds.
Meldorf havde 2.852 indbyggere i 1835, 2.975 indbyggere i 1840, 3.059 indbyggere i 1845, 3.295 indbyggere i 1855 og i 1860 3.318 indbyggere.
Meldorf var i 1800-tallet sæde for landfogeden og landskabsforsamlingen. Byen havde omkring 1870 en kirke i gotisk stil, lærd skole med 1 rektor, 7 lærere og mange legater, en toldkontrollør med 2 assistenter, en postmester, en fysikus. Hovederhverv var håndværk og handel, der var støttet af betydelige markeder.
Byens havn lå 1/2 mil borte og havde ved sædvanlig vandstand 10 1/2 fod vand. Der udførtes i 1858 6,674 tdr. korn, 1,239 tdr. raps og 556,860 pund oliekager.
De hjemmehørende handelsskibes antal og læstedrægtighed fremgår af nedenstående tabel:
| År   | Antal | kmcl |
| ---- | ----- | ---- |
| 1832 | 1     | 11   |
| 1833 | 1     | 11   |
| 1834 | 1     | 11   |
| 1835 | 1     | 11   |
| 1836 | 1     | 11   |
| 1837 | 1     | 11   |
| 1838 | 1     | 11   |
| 1839 | 1     | 12   |